# داستان یوسف و برادرانش
داستان یوسف و برادرانش (به انگلیسی: The Story of Joseph and His Brethren) فیلمی محصول سال ۱۹۶۱ و به کارگردانی اروینگ رپر است. در این فیلم بازیگرانی همچون جفری هورن، رابرت مورلی، بلیندا لی، ویرا سیلنتی، ترنس هیل، کارلو جیستونی، فینلی کوری، مارکو گوگلیلمی، هلموت اشنایدر، آرتورو دومینیچی، رابرت ریه‌تی ایفای نقش کرده‌اند.